# Prionodontaceae
Prionodontaceae är en familj av bladmossor. Prionodontaceae ingår i ordningen Isobryales, klassen egentliga bladmossor, divisionen bladmossor och riket växter. Enligt Catalogue of Life omfattar familjen Prionodontaceae 8 arter.
Kladogram enligt Catalogue of Life:
| Prionodontaceae | \| \| Prionodon \| \| \| \| \| \| Taiwanobryum \| \| \| \| |
|                 | \| \| Prionodon \| \| \| \| \| \| Taiwanobryum \| \| \| \| |
|                 | Cyrtopodaceae                                              |
|                 |                                                            |
|                 | Fontinalaceae                                              |
|                 |                                                            |
|                 | Hydropogonaceae                                            |
|                 |                                                            |
|                 | Lepyrodontaceae                                            |
|                 |                                                            |
|                 | Ptychomniaceae                                             |
|                 |                                                            |
|                 | Regmatodontaceae                                           |
|                 |                                                            |
|                 | Rutenbergiaceae                                            |
|                 |                                                            |
|                 | Trachypodaceae                                             |
|                 |                                                            |
|                 | Wardiaceae                                                 |
|                 |                                                            |
|                 | Prionodon                                                  |
|                 |                                                            |
|                 | Taiwanobryum                                               |
|                 |                                                            |

|  | Prionodon    |
|  |              |
|  | Taiwanobryum |
|  |              |